# Bat Lash
Bartholomew Alouysius Lash, ismertebb nevén Bat Lash egy vadnyugati szereplő a DC Comics univerzumában. Először a Showcase #76-ik számában szerepelt 1968-ban.

## Keletkezése
1968-ban Carmine Infantino Szerkesztőségi Igazgató, és Joe Orlando szerkesztő a Marvel térnyerését látva egy új történetet kerestek, ami élénkítheti az eladásokat. Mivel akkoriban az úgynevezett spagettiwestern filmek nagy népszerűségnek örvendtek, viszont a képregénypiacon kevés westernhős volt, úgy döntöttek, hogy pótolják ezt a hiányosságot a DC portfóliájában.
Az alapkoncepciót Infantino és Orlando gondolta ki, mely szerint Bat Lash családját banditák megölik, ezért egyedül barangol a vadnyugaton. A részletek kidolgozását Sheldon Mayerre és Sergio Aragonés-re bízták.
Felhívtak, és azt mondták: Sergio, kell nekünk egy western-képregény, kell egy cowboy akinek a neve Bat Lash. Gondolkodj rajta. Megtettem, kitaláltam a szereplőt. Az étteremben ültem, és csak úgy sziporkáztak a gondolataim. Lényegében ott született meg Bat Lash. Az egyetlen dolog amit kértek, az volt, hogy különleges, másmilyen legyen mint a hasonló alkotások, de nem tudták hogy ez miben nyilvánuljon meg. Ezért kitaláltam valakit aki szerette az ételeket, zenét, a virágokat és a természetet. De egyben mesterlövész is volt.

Mindazonáltal nem vált bohóccá. Olyan hőst akartam alkotni, akinek van humora, de nem egy bohóc. Olyan dolgokat csinál amik más embereket humortalanná változtatna, de nem őt. A humor lesz az akció indítéka.
Sergio Aragonés

## Publikációk
Bat Lash első története a Showcase #76-os számában jelent meg 1968 augusztusában, mely egy nemtörődöm, békeszerető embert tár elénk, aki ahol csak jár, bajba keveredik. Társaságát egyedül az útjába kerülő nők jelentették.
1968 októberében elindult Bat Lash saját képregénysorozata, ami gyászos véget ért, és csak a 7. számig jutott el. Bár Európában viszonylag jók voltak az eladások, de a tengerentúlon nem teljesített elég jól ahhoz, hogy fenntartsák a címet. A szakma viszont értékelte a sorozatot: 1968-ban és 1969-ben a Bat Lash nyerte el Az év legjobb westernképregénye címet az Alley Award Képregény-művészeti díján.
A következő években főleg a Weird Western Tales hasábjain szerepelt, de barátja, Jonah Hex oldalán is sokat harcolt(ld. bővebben a Kronológia fejezetben). 2008-ban a DC úgy döntött, hogy felfrissíti a címet, ezért megjelent a Guns and Roses című 6 részes minisorozat.

## Egyéb szereplések
Bat Lash szerepelt a Justice League Unlimited (Cartoon Network: JLU) animációs sorozat 1. évadjának 12. részében melynek magyar címe: "Egykori és eljövendő dolgok 1. rész, Fura vadnyugati történet". Ebben az epizódban összefog Jonah Hex-szel, Pow Wow Smith-szel, El Diablóval, hogy segítsenek Green Lanternek, Wonder Womannek és Batmannek elkapni Tobias Manninget. A történet Bat Lasht egy jó kedélyű, lezser embernek mutatja be.

## Kronológia
1990 és 2008 között ismeretlen.
1. Showcase #76 (August 1968): "Pheasant in Aspic"
2. Bat Lash #1 (October-November 1968): "We're A-Comin' Ta Get You"
3. Bat Lash #2 (December 1968-January 1969): [Melinda's Doll]
4. Bat Lash #3 (February-March 1969): [Samantha and the Judge]
5. Bat Lash #4 (April-May 1969): [Bat Lash in Mexico]
6. Bat Lash #5 (June-July 1969): [Wanted]
7. Bat Lash #6 (August-September 1969): [Revenge]
8. Bat Lash #7 (October-November 1969): [Brothers]
9. Weird Western Tales #45 (March-April 1978): "Night of the Gun"
10. Weird Western Tales #46 (May-June 1978): "The Savage Streets"
11. Showcase #100 (May 1978): "There Shall Come a Gathering"
12. Jonah Hex Spectacular #1 (1978): [Chinatown]
13. Weird Western Tales #52 (February 1979): "The Plot to Kill President Lincoln" [Flashback]
14. Weird Western Tales #52 (February 1979): "The Plot to Kill President Lincoln"
15. Weird Western Tales #53 (March 1979): "Twilight of Treachery"
16. Jonah Hex #51/2 (August 1981): "Bat Lash"
17. Jonah Hex #52/2 (September 1981): "Bat Lash"
18. Justice League of America #198 (January 1982): "Once Upon a Time, in the Wild Wild West…"
19. Justice League of America #199 (February 1982): "Grand Canyon Showdown"
20. Crisis on Infinite Earths #3 (June 1985): "Oblivion Upon Us"
21. Crisis on Infinite Earths #4 (July 1985): "And Thus Shall the World Die!"
22. Crisis on Infinite Earths #5 (August 1985): "Worlds in Limbo"
23. Armageddon: The Alien Agenda #3 (January 1992): "The West Years of Our Lives"
24. Swamp Thing Vol. 2 #85 (April 1989): "My Name Is Nobody"
25. Time Masters #3 (April 1990): "Time Has Come Today"
26. DCU Holiday Bash III (1999): "An Eye for Detail"
27. Guns of the Dragon #1 (October 1998): "Dragon Island, Chapter One"
28. Guns of the Dragon #2 (November 1998): "Guns of the Dragon, Chapter Two"
29. Guns of the Dragon #3 (December 1998): "Guns of the Dragon, Chapter Three"
30. Guns of the Dragon #4 (January 1999): "Guns of the Dragon, Chapter Four"
31. Showcase #76 (August 1968): "Pheasant in Aspic"
32. Bat Lash #1 (October-November 1968): "We're A-Comin' Ta Get You"
33. Bat Lash #2 (December 1968-January 1969): [Melinda's Doll]
34. Bat Lash #3 (February-March 1969): [Samantha and the Judge]
35. Bat Lash #4 (April-May 1969): [Bat Lash in Mexico]
36. Bat Lash #5 (June-July 1969): [Wanted]
37. Bat Lash #6 (August-September 1969): [Revenge]
38. Bat Lash #7 (October-November 1969): [Brothers]
39. Weird Western Tales #45 (March-April 1978): "Night of the Gun"
40. Weird Western Tales #46 (May-June 1978): "The Savage Streets"
41. Showcase #100 (May 1978): "There Shall Come a Gathering"
42. Jonah Hex Spectacular #1 (1978): [Chinatown]
43. Weird Western Tales #52 (February 1979): "The Plot to Kill President Lincoln" [Flashback]
44. Weird Western Tales #52 (February 1979): "The Plot to Kill President Lincoln"
45. Weird Western Tales #53 (March 1979): "Twilight of Treachery"
46. Jonah Hex #51/2 (August 1981): "Bat Lash"
47. Jonah Hex #52/2 (September 1981): "Bat Lash"
48. Justice League of America #198 (January 1982): "Once Upon a Time, in the Wild Wild West…"
49. Justice League of America #199 (February 1982): "Grand Canyon Showdown"
50. Crisis on Infinite Earths #3 (June 1985): "Oblivion Upon Us"
51. Crisis on Infinite Earths #4 (July 1985): "And Thus Shall the World Die!"
52. Crisis on Infinite Earths #5 (August 1985): "Worlds in Limbo"
53. Armageddon: The Alien Agenda #3 (January 1992): "The West Years of Our Lives"
54. Swamp Thing Vol. 2 #85 (April 1989): "My Name Is Nobody"
55. Time Masters #3 (April 1990): "Time Has Come Today"
56. DCU Holiday Bash III (1999): "An Eye for Detail"
57. Guns of the Dragon #1 (October 1998): "Dragon Island, Chapter One"
58. Guns of the Dragon #2 (November 1998): "Guns of the Dragon, Chapter Two"
59. Guns of the Dragon #3 (December 1998): "Guns of the Dragon, Chapter Three"
60. Guns of the Dragon #4 (January 1999): "Guns of the Dragon, Chapter Four"
61. Bat Lash: Guns and Roses #1 (February 2008): "Splendor in the Sage"
62. Bat Lash: Guns and Roses #2 (March 2008): "A Flower for Dominique"
63. Bat Lash: Guns and Roses #3 (April 2008): "Hang 'Em High!"
64. Bat Lash: Guns and Roses #4 (May 2008): "Blood Oath"
65. Bat Lash: Guns and Roses #5 (June 2008): "Guns Along The Rio Bravo"
66. Bat Lash: Guns and Roses #6 (July 2008): "Dancin' With El Diablo"

## Kapcsolódó
- El Diablo
- Jonah Hex
- Justice Rangers
- Pow-Wow Smith

## Ajánlott irodalom
- Bat Lash 1968 1-7 (volume 1)[halott link]
- Bat Lash Guns and Roses 1-6 (volume 2)[halott link]
- Weird Western Tales[halott link]
- Interjú Sergio Aragonés-el